# ويرنر نيلسين
ويرنر نيلسين الشهير باسم سكوتي (4 فبراير 1904 - 10 مايو 1992) لاعب كرة قدم أمريكي ذو أصول نرويجية راحل كان يجيد اللعب في خط الهجوم.
لعب طوال مسيرته الرياضية في أندية سكينز غران، نورويجيان أميريكانز (1923-1925) هاب (1925-1926) بوسطون (1926-1929) فول ريفر ماركسمين (1929-1930) نيويورك يانكيز (1931) نيويورك ويلرز (1931-1932) ستيكس، باير، وفولر (1932-1934) سانت لويس سينترال بريويرز (1934-1935) سانت لويس شامروكز (1935-1937) ساوث سايد راديو (1937-1938).
مثل منتخب الولايات المتحدة في مباراتين (1934). شارك مع منتخب الولايات المتحدة في بطولة كأس العالم 1934 في إيطاليا حيث خرج من الدور الثمن النهائي.
تولى تدريب نادي سانت لويس رايدرز (1946-1947).

## وصلات خارجية
- ويرنر نيلسين على موقع الاتحاد الدولي (مؤرشف)  (الإنجليزية)
- ويرنر نيلسين على موقع ناشيونال فوتبول تيمز (الإنجليزية)
- ويرنر نيلسين على موقع Soccerway.com (الإنجليزية)
- ويرنر نيلسين على موقع عالم كرة القدم.نت (الإنجليزية)

- هذا سيرة ذاتية